# Cyprinodon maya
Cyprinodon maya är en fiskart som beskrevs av Julian M. Humphries och Robert Rush Miller 1981. Den ingår i släktet Cyprinodon, och familjen Cyprinodontidae. IUCN kategoriserar arten globalt som starkt hotad. Inga underarter finns listade i Catalogue of Life.